# Дара (Бузеу)
Дара (рум. Dara) — село у повіті Бузеу в Румунії. Входить до складу комуни П'єтроаселе.
Село розташоване на відстані 84 км на північний схід від Бухареста, 18 км на захід від Бузеу, 117 км на захід від Галаца, 98 км на південний схід від Брашова.

## Населення
За даними перепису населення 2002 року у селі проживали 197 осіб, усі — румуни. Усі жителі села рідною мовою назвали румунську.